# Stockport
Pour les articles homonymes, voir Stockport (homonymie).
Stockport est une ville anglaise située au sud de Manchester, chef lieu du district du même nom, dans le Grand Manchester, sur la Mersey. Elle comptait 136 082 habitants en 2001. La ville héberge le club football de Stockport County. Le batteur du groupe Muse, Dominic Howard, y est né.

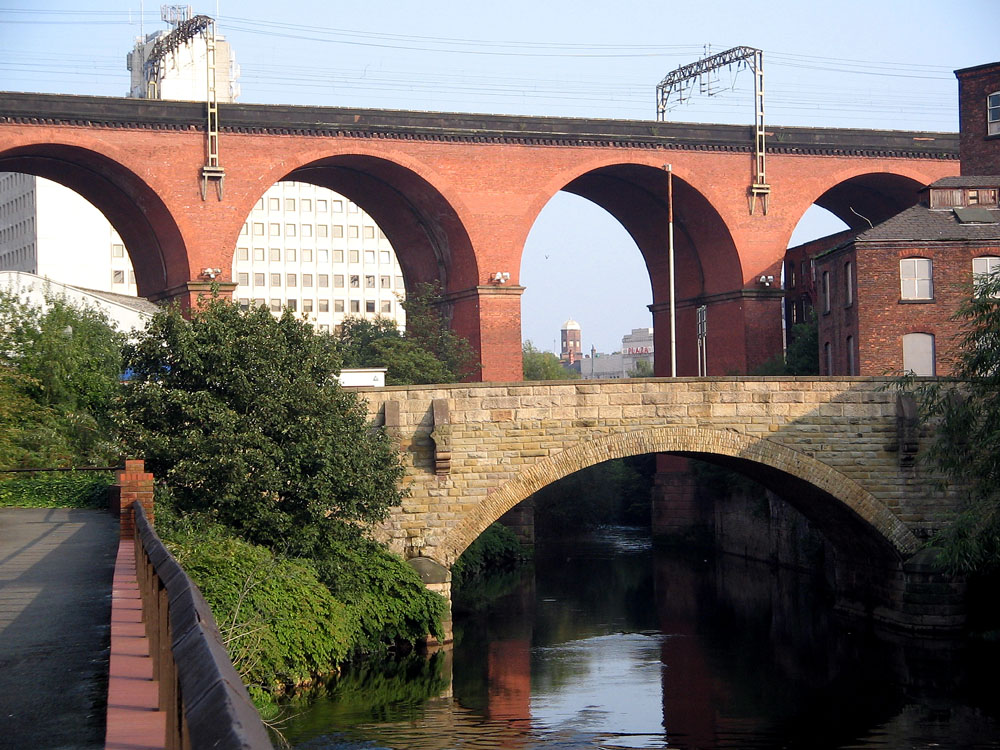
Le viaduc de Stockport dans la vallée de la Mersey
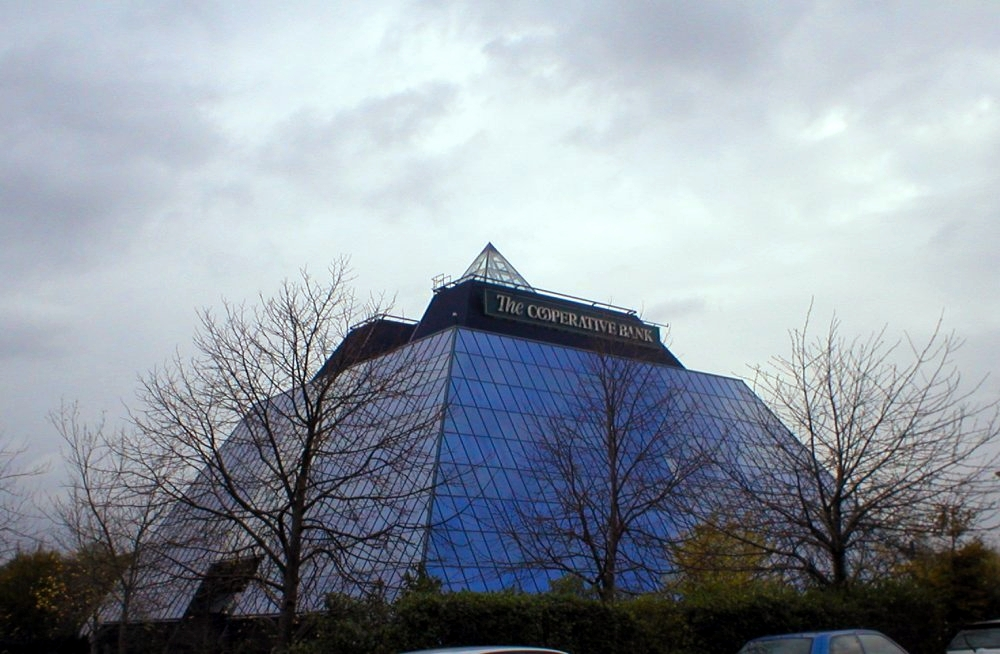
La pyramide près de la sortie de la M60
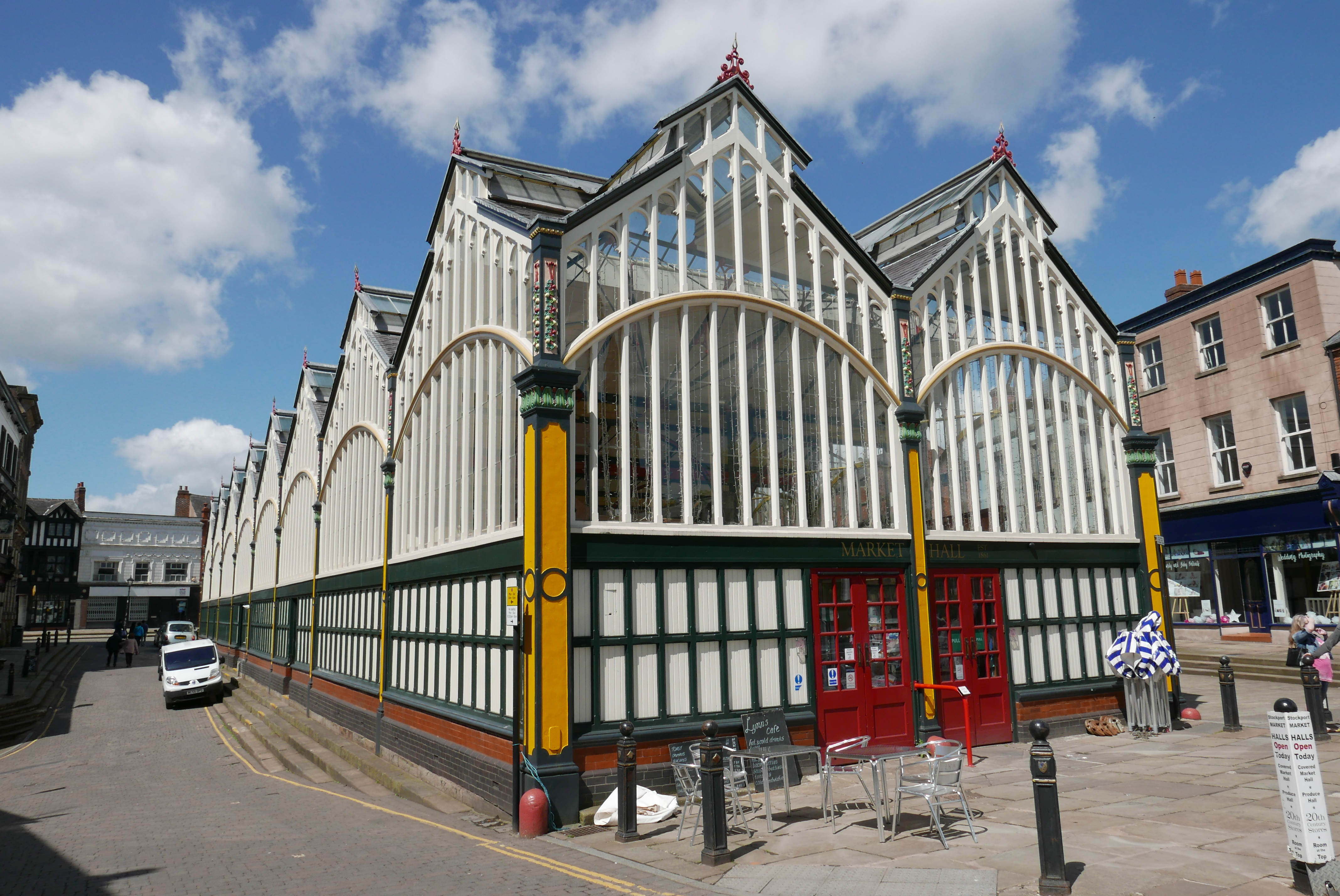
Markett Hall, Marché aux halles dans le centre de Stockport

## Personnalités
- Peter Needham (1680-1731), érudit, y est né.
- Paul Warhurst, footballeur, y est né en 1969.
- Dominic Howard, musicien, y est né en 1977.
- Claire Foy, actrice, y est née en 1984.
- Phil Foden, footballeur, y est né en 2000.
- Kobbie Mainoo, footballeur, y est né en 2005.

## Jumelages
- Béziers (France) depuis 1972
- Heilbronn (Allemagne) depuis 1982
- Dodge City (États-Unis) depuis 2002